# جيم ستانفورد
جيم ستانفورد هو اقتصادي كندي، ولد في 3 مارس 1961.